# عصفور خمري
عصفور خمري (الاسم العلمي: Passer rutilans) (بالإنجليزية: Russet Sparrow)‏ هو نوع من الطيور يتبع جنس العصفور من فصيلة عصافير العالم القديم.